# 6478 Gault
6478 Gault este un asteroid din centura principală de asteroizi.

## Descriere
6478 Gault este un asteroid din centura principală de asteroizi. A fost descoperit pe 12 mai 1988 la Observatorul Palomar de Carolyn S. Shoemaker și Eugene M. Shoemaker. Asteroidul prezintă o orbită caracterizată de o semiaxă mare de 2,31 ua, o excentricitate de 0,19 și o înclinație de 22,8° în raport cu ecliptica.